# ウォーレン賞
ウォーレン賞（ウォーレン・トライアニアル賞、Warren Triennial Prize）は、アメリカ合衆国の医学賞。
マサチューセッツ総合病院の共同創設者であるジョン・コリンズ・ウォーレンにちなんで1871年に創設され、医学関連分野に傑出した貢献をした科学者に対して、原則3年毎に授与される。

## 受賞者
- 1871年 — Horatio Wood Jr.,
- 1874年 — 受賞者なし
- 1877年 — E.O. Shakespeare
- 1880年 — 受賞者なし
- 1889年 — H. A. Hare, Edward Martin
- 1892年 — John Strahan
- 1898年 — Howard A. Lothrop
- 1901年 — Frederic J. Cotton
- 1904年 — Max Borst
- 1907年 — Aldo Perroncito
- 1910年 - ジョージ・H・ウィップル
- 1913年 - Arrigo Visentini
- 1916年 - Leonard Findlay, Noel Paton
- 1919年 - 受賞者なし
- 1922年 - Cecil Kent Drinker, Katherine R. Drinker, Charles C. Lund and James Mott Mavor
- 1925年 - John Farquhar Fulton
- 1928年 - William B. Castle, Wilmot C. Townsend
- 1931年 - Henry Knowles Beecher
- 1934年 - Norman Eastman Freeman
- 1937年 - Henry Knowles Beecher
- 1940年 - Hebbel E. Hoff,  L.H. Nahum
- 1943年 - David Glendenning Cogan, V. Everett Kinsey, Erwin O. Hirsch
- 1946年 - Lydia E. Brewster, フリッツ・アルベルト・リップマン, Paul Zamecnik
- 1949年 - Ivan D. Frantz Jr., Mary L. Stephenson, Paul Zamecnik
- 1953年 - ルネ・デュボス
- 1956年 - アーサー・コーンバーグ, セベロ・オチョア
- 1959年 - フランシス・クリック, ジェームズ・ワトソン
- 1962年 - ジョージ・エミール・パラーデ, Keith R. Porter
- 1965年 - Howard Kapnek Schachman
- 1968年 - シドニー・ブレナー
- 1971年 - デビッド・ボルティモア, ハワード・マーティン・テミン
- 1974年 - ピーター・ミッチェル, Efraim Racker
- 1977年 - シーモア・ベンザー, ウォルター・ギルバート
- 1980年 - フィリップ・レダー, 利根川進
- 1983年 - J・マイケル・ビショップ, ロバート・ワインバーグ
- 1986年 - ヴァルター・ゲーリング, ロバート・ホロビッツ
- 1989年 - トーマス・チェック, ジョーン・A・スタイツ
- 1992年 - ジェラルド・モーリス・エデルマン, エリック・カンデル
- 1995年 - リーランド・ハートウェル, スチュアート・シュライバー
- 1998年 - クリスティアーネ・ニュスライン＝フォルハルト, Paul Zamecnik
- 2001年 - フランシス・コリンズ, クレイグ・ヴェンター
- 2004年 - アンドリュー・ファイアー, クレイグ・メロー
- 2008年 - ヴィクター・アンブロス, ゲイリー・ラヴカン
- 2011年 - 山中伸弥, ルドルフ・イエーニッシュ
- 2014年 - バート・フォーゲルシュタイン
- 2017年 - ジェームズ・P・アリソン
- 2022年 - メアリー＝クレア・キング
- 2025年 - ジョエル・ハベナー, ダニエル・J・ドラッカー, Jens Holst, Svetlana Mojsov